# 亞納烏克薩山 (阿亞庫喬大區)
13°54′18″S 74°36′33″W / 13.90500°S 74.60917°W
也拿屋沙山（Yana Uqsha）位於秘魯中南部阿亞庫喬大區，由聖地亞哥德盧卡納馬爾卡區和桑科斯區管轄，屬安地斯山脈一部份，海拔4,600米。